# Kalanchoe millotii
Kalanchoe millotii é uma planta suculenta original de Madagascar.